# Plaquette (boek)
Een plaquette is een dun boekje van 1 katern dik. De term heeft vaak als bijbetekenis vlugschrift, een brochure of een pamflet. Deze uitgavetechniek wordt vaak gehanteerd als gelegenheidspublicatie. 
Het begrip plaquette maakt geen deel uit van de standaardtaal, maar is een vakterm uit de wereld van de antiquaren en bibliothecarissen. Door haar kleine afmetingen is de plaquette kwetsbaar. Vaak verdwijnt ze in de prullenmand, waardoor ook plaquettes die in grote oplage zijn uitgegeven zeer zeldzaam kunnen zijn.